# Swainsona viridis
Swainsona viridis är en ärtväxtart som beskrevs av John McConnell Black. Swainsona viridis ingår i släktet Swainsona och familjen ärtväxter. Inga underarter finns listade i Catalogue of Life.